# Odessa (musikalbum)
Odessa  gavs ut i januari 1969 och var den brittisk-australiska popgruppen Bee Gees fjärde album. Den gavs ut som dubbel-LP.
Diskussionerna om vilken sång som skulle ges ut på singeln "First of May" ledde till att Robin Gibb lämnade gruppen 1969. Det, och att gitarristen Vince Melouney lämnat gruppen minskade den till tre medlemmar: (Barry Gibb, Maurice Gibb, and Colin Peterson). Denna grupp kom att spela in det kommande albumet: Cucumber Castle.Gruppmedlemmarna kan vara oense av personliga skäl, men Odessa är lätt det bästa och mest bestående av Bee Gees album på 1960-talet. Det var också deras mest osannolika framgång, på grund av konflikterna bakom dess framställning. Projektet började som ett konceptalbum som skulle heta "Masterpeace" och sedan "The American Opera", men musikaliska skillnader mellan Barry och Robin Gibb som skulle dela trion i två tvingade också att överge det underliggande konceptet. Istället blev det en dubbel-LP - till stor del på uppdrag av deras manager och skivbolagen; Konstigt nog, med tanke på att gruppen inte planerade att göra något så ambitiöst, är Odessa ett av kanske tre dubbelalbum under hela decenniet (de andra är Blonde on Blonde och The Beatles) som inte verkar onödigt utsträckta, och det fungerade också som gruppens mest tätt orkestrerade album. Men mitt bland de progressiva rockljuden från titelspåret och eteriska ballader som "Melody Fair" och "Lamplight" fanns countrysmakande låtar som "Marlery Purt Drive" och det vagt dylanesque bluegrassnumret "Give Your Best", delikata popballader som "First of May" (som blev singeln från albumet) och rocknummer som "offbeat" (vars inledning låter som Bee Gees som parodierar Creams "White Room"), och "Whisper Whisper" (den senare med en trumpaus, inte mindre), varvat med tre hårt orkestrerade instrumentaler. Även de till synes "mindre" numren som "Suddenly" hade catchy hooks och engagerande akustiska gitarrpartier att bära dem, allt påminner om Moody Blues albumklipp från samma era. Dessutom var titelspåret, med sin blandning av akustisk gitarr, solocello och full orkester, värdig Moody Blues när de är som djärvaste. De otaliga ljuden och texturerna gjorde Odessa till det mest komplexa och utmanande albumet i gruppens historia, och om man accepterar föreställningen om Bee Gees som efterföljare till Beatles, så var Odessa utan tvekan deras Sgt. Peppers. Albumet var ursprungligen förpackat i ett rött filtomslag med guldbokstäver på fram- och baksidan och en utarbetad bakgrundsmålning för gatefold-interiören, vilket gjorde det till ett samtalsämne

## Låtlista
(Alla sånger komponerade av Barry, Robin and Maurice Gibb)
1. Odessa (City on the Black Sea) - 7:33
2. You'll Never See My Face Again - 4:17
3. Black Diamond - 3:29
4. Marley Purt Drive - 4:26
5. Edison - 3:06
6. Melody Fair - 3:50
7. Suddenly - 2:30
8. Whisper Whisper - 3:25
9. Lamplight - 4:47
10. Sound of Love - 3:29
11. Give Your Best - 3:28
12. Seven Seas Symphony - 4:10
13. With All Nations (International Anthem) - 1:47
14. I Laugh in Your Face - 4:10
15. Never Say Never Again - 3:29
16. First of May - 2:50
17. The British Opera - 3:16